# Georgiska guldåldern
Georgiska guldåldern (georgiska: საქართველოს ოქროს ხანა) var en historisk period under medeltiden, från sent 1000-tal till 1200-talet, under vilken Kungariket Georgien nådde toppen av sin makt och utveckling. Förutom expansion genom krigföring var detta en blomstringsperiod för georgisk arkitektur, målningar och poesi. Guldåldern tog successivt slut på grund av upprepade invasioner av nomader, främst mongoler, bland annat under Timur, och den spridning av digerdöden som dessa invasioner förde med sig.